# Paguate (Nouveau-Mexique)
Paguate est une census-designated place située dans le comté de Cibola au Nouveau-Mexique.
Sa population était de 421 habitants en 2010.
Une mine d'uranium appelée Jackpile Mine a été ouverte à proximité en 1953, alors que le village était habité à plus de 90 % par des Amérindiens. C'était une des plus grandes mines d'uranium au monde, elle ne ferma qu'en 1982 en y laissant une importante pollution. En 1989, le village forma la Laguna Construction Company et réclama 40 millions de dollars de dédommagements à Anaconda et Atlantic Richfield (qui avaient fusionné) pour la pollution et les problèmes sanitaires provoqués.

Vue aérienne de la mine à proximité des habitations.
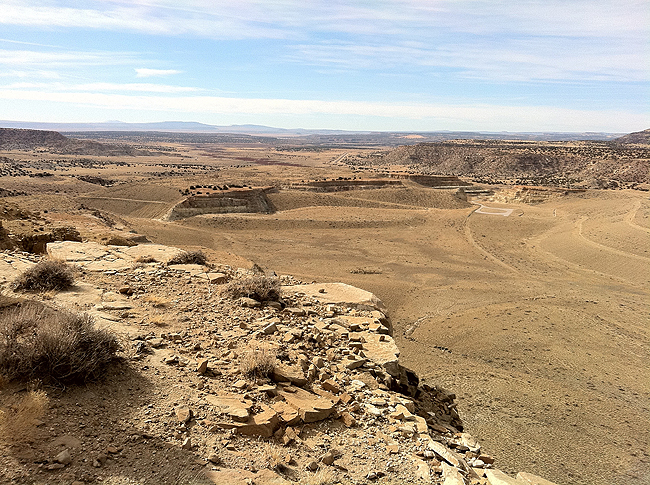
Panorama à Paguate en 2013.